# 蛋白

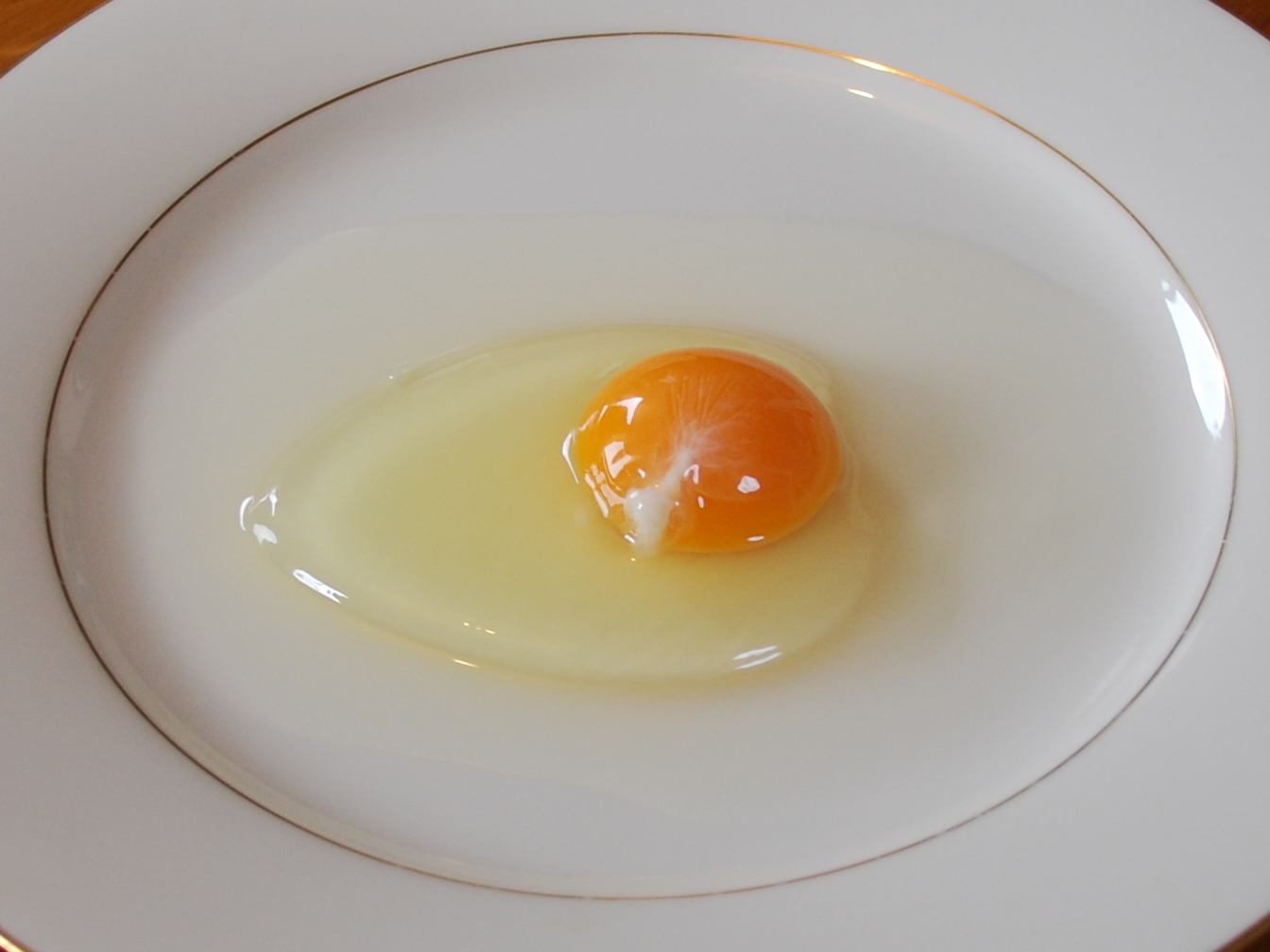
一顆蛋黃被環繞著

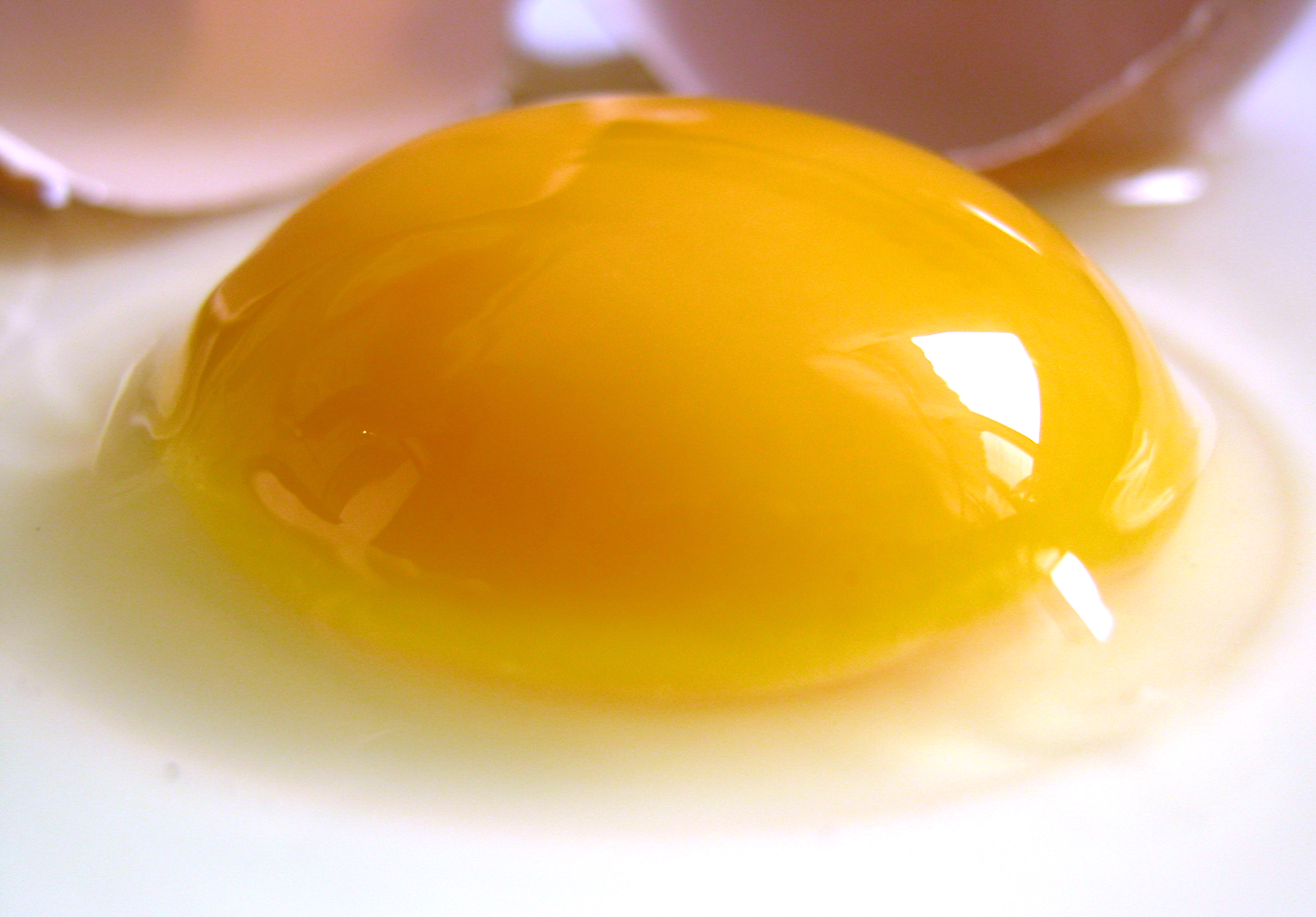
蛋白圍繞著一顆蛋黃

蛋白，又稱作卵白是指卵（蛋）內的半透明液體，故又称为蛋清，與蛋黃相對。蛋白遇熱後會凝固成白色固體，因而得名。
蛋白就如同哺乳類的羊水一樣有防震、保溼及保護的作用。如果用高速打蛋器把蛋白攪拌，會呈現泡沫狀像海棉般有彈性，是做蛋糕的首要步驟。

## 雞蛋白的成分
雞蛋白在不計蛋殼的情況下，約佔全雞蛋重量的三分之二，其中90%的重量來自水分。其餘重量則是蛋白質、微量的礦物質、脂肪物質、維生素及葡萄糖。美國最巨大的雞蛋蛋白重38克，其中含有4.7克蛋白質、0.3克碳水化合物及62毫克鈉，並含有約20大卡的熱量。雞蛋白內不含膳食膽固醇，但含有約40種不同的蛋白質。以下為雞蛋白內所含蛋白質的百分比的列表（共列出 96.25%）：
- 54% 卵蛋白素（也称卵清蛋白分子式为C₁₉₇₉H₃₁₂₄N₅₀₂O₆₄₀S₂₂P₂）
- 12% 卵運鐵蛋白
- 11% 卵類粘蛋白
- 4% 卵球蛋白G2
- 4% 卵球蛋白G3
- 3.5% 卵粘蛋白
- 3.4% 溶菌酶
- 1.5% 卵蛋白酶抑制物
- 1% 卵糖蛋白
- 0.8% 黃素蛋白
- 0.5% 卵巨球蛋白
- 0.5% 卵白素
- 0.05% 血清胱蛋白

## 引用文獻
- Elmhurst College（英语：Elmhurst College）, Denaturation Protein
- Exploratorium（英语：Exploratorium）, Anatomy of an Egg （页面存档备份，存于）
- Gilbertus. Compendium Medicine Gilberti Anglici Tam Morborum Universalium Quam Particularium Nondum Medicis Sed & Cyrurgicis Utilissimum.  Lugduni: Impressum per Jacobum Sacconum, expensis Vincentii de Portonariis, 1510.
- Good Eats, Let Them Eat Foam （页面存档备份，存于）. DVD. Television Food Network, June 13, 2001.
- McGee, Harold. On Food and Cooking: The Science and Lore of the Kitchen. New York: Scribner, 2004, edited by Vinay.

## 外部連結
- 维基词典中的词条「albumen」
- 维基词典中的词条「glair」